# Dusona tyranna
Dusona tyranna là một loài tò vò trong họ Ichneumonidae.